# Шулек, Вильмош
Ви́льмош Шу́лек (венг. Schulek Vilmos, также Вильгельм Шулек (нем. Wilhelm Schulek; 21 апреля 1843, Пешт — 13 марта 1905, Будапешт) — венгерский офтальмолог и преподаватель. Младший брат архитектора Фридьеша Шулека.

## Биография
Вильмош Шулек — сын коммерсанта и политика Агостона Шулека. С 1860 года Вильмош Шулек изучал медицину в Венском университете. В 1863—1864 годах предположительно обучался в Будапештском университете. В 1866 году защитил докторскую диссертацию в Вене, затем побывал с образовательными целями в Берлине, Утрехте, Париже и Лондоне, а также обучался в швейцарских и других немецкоязычных университетах. В 1867—1872 годах работал ассистентом у Карла Фердинанда фон Арльта. В 1872 году получил звание ординарного профессора офтальмологии в Клаузенбургском университете. В 1874 году перешёл на работу в Будапештский университет, где в 1890 и 1891 годах занимал должность ректора. Вышел в отставку в 1904 году. Вильмош Шулек специализировался на хирургической офтальмологии, разработал несколько новых методов лечения, например, двойного зрачка или частичного удаления сжимающих мышц зрачка. Вильмошу Шулеку принадлежит идея открытия в Будапеште офтальмологической клиники. Шулек также занимался редакционной деятельностью в специализированном издании на венгерском Szemeszet и опубликовал более 350 собственных научных работ. В 1902 году был принят членом Венгерской академии наук. Считается основоположником венгерской офтальмологической школы и венгерской научной литературы по офтальмологии.